# Dieter Berger (Maueropfer)

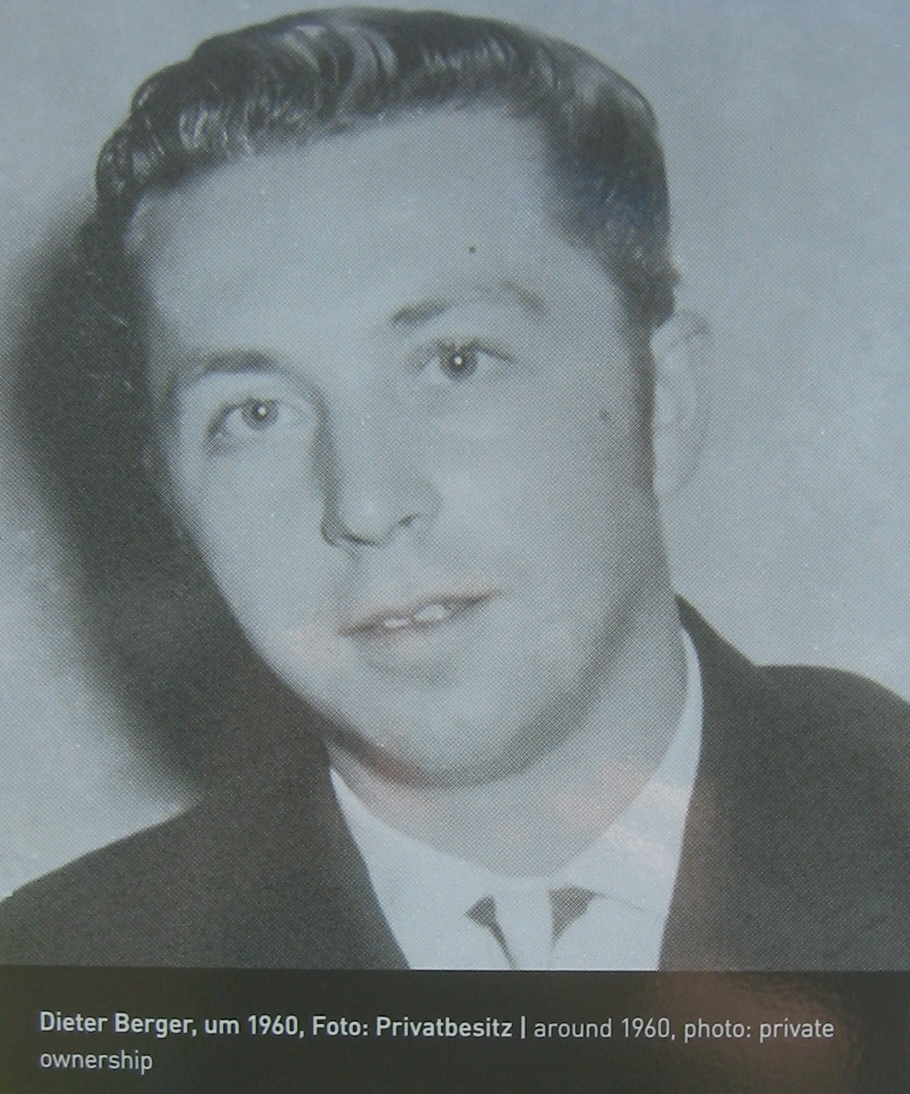
Dieter Berger

Dieter Berger (* 27. Oktober 1939 in Polkau; † 13. Dezember 1963 in Berlin) war ein deutscher Maurer. Er war eines der Todesopfer an der Berliner Mauer.

## Leben
Dieter Bergers Vater fiel im Zweiten Weltkrieg. Seine Mutter fand einen neuen Mann, mit dem sie Dieter Berger und seinen Halbbruder in seinem Geburtsort aufzog. Mit dem Ende des Kriegs siedelte die Familie 1947 nach Glienicke um. Dort besuchte er bis 1955 die Volksschule und absolvierte anschließend eine Maurerlehre. Bis zu seinem Tod arbeitete er auf einer Baustelle der Akademie der Wissenschaften der DDR in Adlershof. Er war seit 1962 verheiratet und hatte eine Tochter.

### Fluchtversuch
Am 13. Dezember 1963 ging Dieter Berger morgens zur Arbeit. In der Mittagspause betrank er sich mit seinen Kollegen und verließ anschließend die Baustelle. Gegen 15 Uhr bemerkten zwei Grenzsoldaten den Betrunkenen in der Nähe der Grenzanlagen in Berlin-Johannisthal am Teltowkanal. Sie gingen von einem Fluchtversuch aus, als Dieter Berger begann einen Zaun empor zu klettern. Nach einem Warnschuss kam er vom Zaun herunter und entfernte sich mit erhobenen Händen von der Grenze. Einer der Posten eröffnete das Feuer und verletzte ihn schwer. Er verstarb auf dem Weg ins Krankenhaus der Volkspolizei in Berlin-Mitte.
Die Motive für den angeblichen Fluchtversuch sind nicht klar. Vielmehr gingen die Angehörigen und auch ein Untersuchungsbericht des Ministeriums für Staatssicherheit von einem alkoholbedingten Fehlverhalten aus. Dieter Berger galt als politisch uninteressiert und nicht systemkritisch. Die Gerichtsmediziner stellten nach der Obduktion fest, dass er infolge des Alkoholkonsums nicht mehr zurechnungsfähig war und zum Zeitpunkt des tödlichen Treffers bereits auf dem Boden lag.

### Nachwirkung
In einem Mauerschützenprozess wurden die Posten 1995 vor dem Landgericht Berlin angeklagt. Einer wurde wegen zweier Schlaganfälle für nicht verhandlungsfähig erklärt. Sein Vorgesetzter wurde freigesprochen, da ihm weder die Schüsse noch ein direkter Schießbefehl nachgewiesen werden konnten.